# Lavradio
Lavradio ist ein Ort und eine ehemalige Gemeinde (Freguesia) im portugiesischen Kreis Barreiro. Die Gemeinde hatte 14.597 Einwohner (Stand 30. Juni 2011).
Am 29. September 2013 wurden die Gemeinden Lavradio und Barreiro zur neuen Gemeinde União das Freguesias de Barreiro e Lavradio zusammengeschlossen.